# Hibiscus trionum

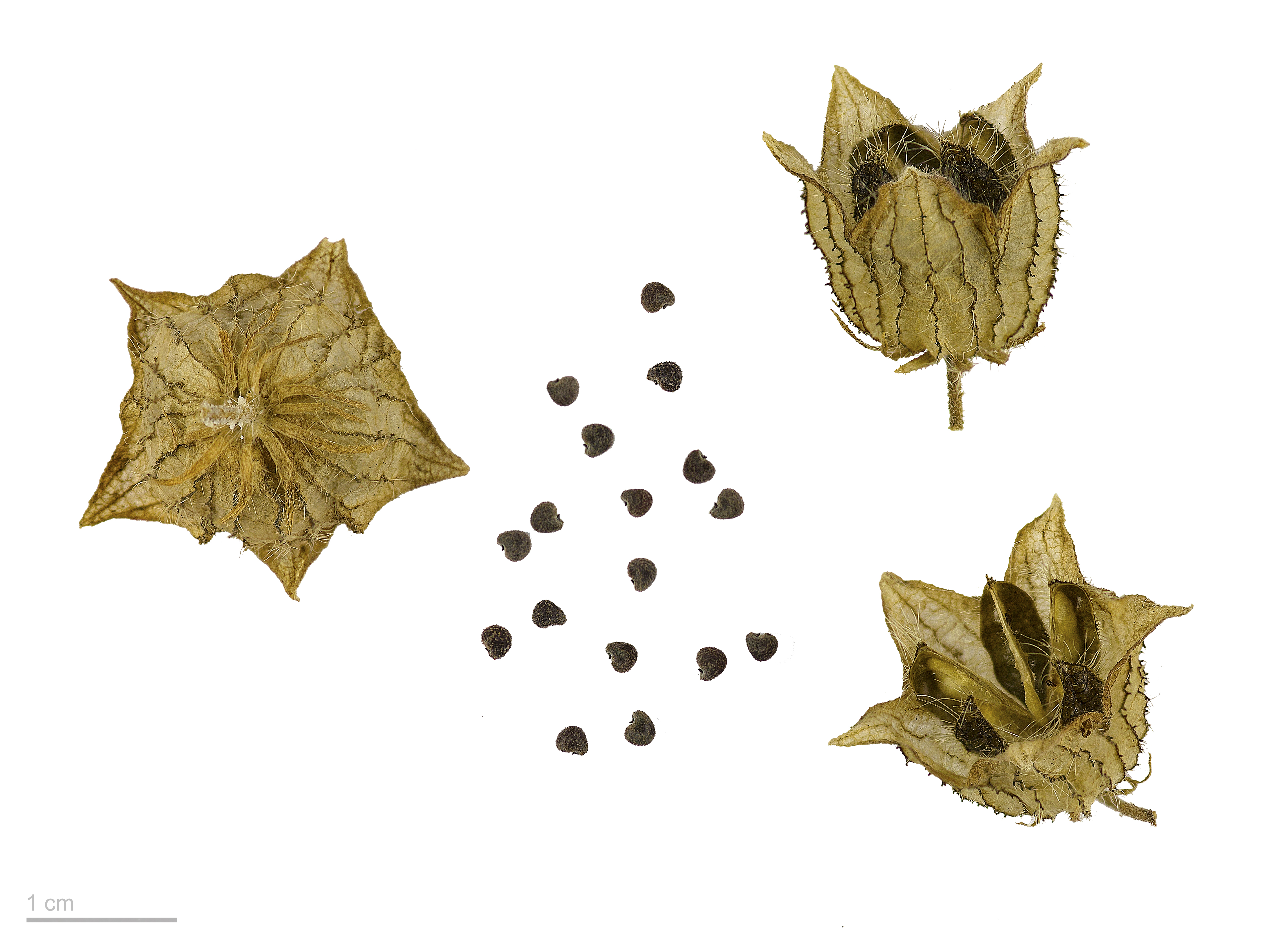
Hibiscus trionum

Hibiscus trionum là một loài thực vật có hoa trong họ Cẩm quỳ. Loài này được L. mô tả khoa học đầu tiên năm 1753.
Đây là loài thực vật hàng năm bản địa Levant. Loài này đã lan rộng khắp miền nam châu Âu cả hai như là một loại cỏ dại và cây trồng trong vườn. Nó đã được du nhập vào Hoa Kỳ như là một cảnh nơi mà nó mọc ngoài thiên nhiên.